# 어도비 타깃
어도비 타깃(Adobe Target)은 마케터, 제품 소유자 및 개발자가 소비자 및 고객의 디지털 경험을 최적화하는 데 도움을 주는 솔루션이다. 최적화는 행동 기반 개인화 및 테스트를 통해 이루어진다. 어도비 타깃의 페이지 최적화는 사용자가 콘텐츠를 클릭하거나 기능을 요청할 때마다 타깃팅 시스템에 요청이 전송됨으로써 이루어진다. 이를 통해 고도로 타깃화된 맞춤형 콘텐츠가 제공되고, 테스트가 지속적으로 실시되어 각 대상에 최적화된 콘텐츠가 무엇인지 알 수 있다.
어도비 타깃은 스탠다드(Standard)와 프리미엄(Premium)의 두 가지 버전으로 제공된다. 두 버전 모두 테스트와 경험 타깃팅 기능을 갖추고 있지만, 일부 애플리케이션에 대하여 Premium 버전이 더 강력한 기능을 갖추고 있다.

## 이력
어도비 타깃은 기술 기업인 Offermatica가 개발한 제품에 기반을 두고 있다. 초기에는 A/B 테스트 플랫폼으로 시작했다.
Offermatica는 2007년 Omniture에 인수되었다. 이후 2009년, 어도비가 콘텐츠 관리 공간으로 성장하면서 해당 과정의 일환으로 Omniture를 인수하게 된다.

## 어도비 타깃 업데이트
2013년 10월 18일, 어도비 타깃 스탠다드 1.1(Adobe Target Standard 1.1)이 출시되었다. 하지만 해당 버전 출시 이전에도 이미 많은 버전이 존재하고 있었다. 이후, 2013년 11월 어도비 타깃 스탠다드 1.3(Adobe Target Standard 1.3), 2014년 5월 스탠다드 1.7(Standard 1.7), 2014년 6월 스탠다드 14.6.1(Standard 14.6.1) 버전 등 수년간에 걸쳐 다양한 버전이 출시되었다. 2014년 6월 출시된 버전은 Premium 버전에서만 사용 가능한 기능을 포함하고 있었다. 어도비는 2014년부터 2019년까지 5년 동안 수많은 수정과 업데이트 과정을 통해 Target의 새로운 버전을 지속해서 출시했다.
2017년, 어도비는 원클릭 자동 개인화 기능을 출시했다. 이는 자사 인공지능 프레임워크인 어도비 센세이(Adobe Sensei)의 영향을 받은 것이었다. 2018년 업데이트에서는 올웨이즈 온 개인화를 지원하는 모바일 애플리케이션용 시각 경험 컴포저 기능이 새로 추가되었다.
2019년 12월 기준 최신 버전이 2019년 10월과 11월에 출시되었다. 2019년 11월에는 어도비 타깃용으로 Java SDK 버전 1.0.1이 출시되었다. 해당 출시 버전에서는 방문자 API 쿠키가 존재하지 않을 때 추가 데이터 ID 전송 시 발생하는 문제가 해결되었다. 2019년 10월 31일 업데이트에서는 다중값 영역을 추천하는 기능이 추가되어 좀 더 자연스러운 개인화 처리가 가능하게 되었다.

## 제품 기능 및 통합
어도비 타깃은 콘텐츠 제공 개인화 과정을 자동으로 처리하도록 해주는 도구 모음이다. 구성은 다음과 같다.
- Adobe Target Standard
- Adobe Target Standard (모바일 애플리케이션용)
- Adobe Target Premium

모든 도구는 수요형 서비스로 제공되며, 모바일 애플리케이션용 어도비 타깃 스탠다드(Adobe Target Standard)를 제외하고는 모두 연중 페이지 뷰 트래픽에 대한 라이선스 측정 기준을 가지고 있다. 모바일 애플리케이션 버전에 대한 라이선스 측정 기준은 모바일 애플리케이션 서버 콜이다.
타깃 스탠다드(Target Standard)에서는 규칙 기반 타깃팅, A/B 및 다변량 테스트(MVT)를 지원하는 시각 인터페이스를 제공한다. 또한, Adobe Experience Cloud에 연결되어 다양한 CMS 및 플랫폼 제공 시스템과의 통합이 가능하다. 모든 페이지 상의 간소화된 코드(1줄)가 콘텐츠를 최적화하기 때문에 사용이 쉬운 편이다.
타깃 프리미엄(Target Premium)에는 자동 개인화, 개인화된 경험을 위한 자동 타깃, 추천 및 기업 사용자 권한 등 추가 기능이 탑재되어 있다. 타깃 프리미엄(Target Premium)의 자동화 기능은 고급 기계 학습 및 알고리즘을 사용하여 개인화의 수준을 한층 끌어올리고, 이를 통해 전환율과 고객의 디지털 경험에 대한 만족도가 상승한다.
어도비 타깃은 JavaScript, API 또는 SDK를 통해 웹 사이트와 통합된다. SKD는 IOS, Android, Node JS 및 Java로 제공된다. 이 목적으로 JavaScript 사용 시 개발자는 반드시 mbox.js 또는 at.js를 사용해야 한다. 또한, 관련 Target JavaScript 라이브러리 파일을 모든 사이트의 페이지에서 볼 수 있어야 한다. 해당 목적을 위해 Adobe는 글로벌 헤더 파일에 해당 파일을 추가하거나, Adobe Experience Platform Launch를 통해 태그 관리 서비스를 사용할 것을 권고하고 있다.
JavaScript 참조가 적용되면 타깃이 사용자에게 특정 콘텐츠를 전송한다. 선택되는 콘텐츠는 생성되는 행동에 기반을 둔다. A/B 테스트는 매개변수에 따라 임의의 콘텐츠를 표시하여 변환율 또는 기타 테스트 측정 기준을 파악하는 데 사용할 수 있다. Target Premium에서는 자동 타깃팅 및 개인화 기능을 선택하여, 기계 학습 및 인공 지능에 기반을 둔 행동 측정 지표 및 기타 요소를 통해 콘텐츠 제공을 자동화할 수 있다. 또한, 다른 테스트 및 개인화 기능도 존재한다.
어도비 타깃은 대규모 고객을 대상으로 규모 조정이 가능한 옴니채널 개인화 기능을 제공한다는 장점이 있다. 또한, 포괄적이고 지속적인 A/B 테스트를 통해 추측성 판단 및 데이터 사일로 구조를 배제하고 개선된 경험을 제공한다는 점도 장점이다. 외부 출처를 통한 콘텐츠를 이용하여 고객을 타깃하는 능력, 사용자 프로필 개선 및 추후 사용을 위한 콘텐츠 정보의 확보 및 저장은 어도비 타깃의 최고의 통합 사례로 꼽을 수 있다.

## 추천 및 인정
어도비 타깃은 2018 2019년 Gartner’s Personalization Engines Magic Quadrant의 개인화 엔진 공간 부문에서 리더로 선정되었다. 2018년 Forrester’s Experience Optimization Platforms Wave 보고서에서는 추천 엔진 및 행동 기반 타깃팅 및 테스트 복합 플랫폼 부문에서 어도비가 1위로 선정된 바 있다.

## 참조
1. ↑  “Adobe Target Security Overview” (PDF). 《에서 발췌》.
2. ↑  Marshall, M. (2007년 9월 11일). “Omniture buys Web site testing company, Offermatic, for $65M”.
3. ↑  “Adobe Target Overview for Exchange partners”. 2020년 8월 10일에 원본 문서에서 보존된 문서.
4. ↑  “Release notes for previous releases”.
5. ↑  Nicastro, D (2017년 7월 27일). “Adobe Auto-Target Aims for Sensei-Fueled 'One-Click' Personalization”.
6. ↑  Byrum, N. L. (2018년 3월 7일). “Adobe Target Mobile Capabilities Enable Always-On Personalization”.
7. ↑  “Target release notes (current)”.
8. ↑  “What Is Adobe Target?”.
9. 1 2  “Introduction to Target”.
10. 1 2  “How Adobe Target works”.
11. ↑  Levine, B. (2018년 8월 2일). “Gartner's first MQ report on Personalization Engines points to the category's robust evolution”.
12. ↑  Cameron, N (2018년 8월 6일). “Gartner debuts first personalization engines vendor rankings”.